# Liste der Gedenktafeln und Gedenksteine in Wien/Meidling
Diese Liste der Gedenktafeln und Gedenksteine in Wien/Meidling enthält die Gedenktafeln im öffentlichen Raum des 12. Wiener Gemeindebezirks Meidling. Eine Grundlage dieser Liste ist „Wien Kulturgut“, der digitale Kulturstadtplan der Stadt Wien, daneben das Wien Geschichte Wiki und Archivmeldungen der Rathauskorrespondenz.
Neben den wandgebundenen Gedenktafeln sind auch die von der Stadt Wien als Denkmäler klassifizierten Gedenksteine angeführt. Andere Denkmäler sowie Kunstwerke im öffentlichen Raum sind unter Liste der Kunstwerke im öffentlichen Raum in Wien/Meidling zu finden.

## Gedenktafeln und Gedenksteine
| Foto  |                 | Inschrift | Name                                                                                    | Typ         | Standort                                             | Beschreibung | Metadaten                        |
| ----- | --------------- | --- | --------------------------------------------------------------------------------------- | ----------- | ---------------------------------------------------- | --- | -------------------------------- |
| ja    | Datei hochladen | In diesem Haus wohnte fast fünf Jahrzehnte der letzte Metall- und Stahlrohrmöbelbauer Wiens Heinrich M. Bauer 1942 - 2018 | Heinrich M. Bauer - Gedenktafel                                                         | Gedenktafel | Ratschkygasse 38 Standort                            | Emailtafel |                                  |
| ja    | Datei hochladen | August Bebel 1840 – 1913 Gründer und Führer der sozialdemokratischen Partei Deutschlands | August Bebel - Gedenktafel                                                              | Gedenktafel | Steinbauergasse 36                                   | |                                  |
| ja    | Datei hochladen | Hier im Hause wohnte „Beethoven“ im Jahre 1823. Diese Tafel ist von dem im Jahre 1915 abgebrochenen Hause hierher übertragen worden | Ludwig van Beethoven - Gedenktafel ID: 96291 viennatouristguide Wien Kulturgut: 96291   | Gedenktafel | Hetzendorferstraße 75a Standort                      | Stein (1915) |                                  |
| ja    | Datei hochladen | Dem großen Meister des deutschen Liedes JOH. B. BLOBNER 1850 – 1931 welcher in diesem Hause wohnte Gewidmet von WR. M. CHOR.FLORA FÜNFHAUSER MGV.FROHSINN GAUDENZDORFER M.CHOR.EINIGKEIT 28. Mai 1933 | Johann Blobner - Gedenktafel ID: 94664 viennatouristguide                               | Gedenktafel | Wilhelmstraße 30 Standort                            | Steintafel mit Bronzerelief |                                  |
| ja    | Datei hochladen | Zur Erinnerung an Österreichs grossen Meister der Bienenzucht J.M. Freiherrn von Ehrenfels 1767–1843 vom Bienenzüchter Vereine in Wien 9. März 1893 | Johann-Markus-Freiherr-von-Ehrenfels-Denkmal ID: 73970 Wien Kulturgut: 73970            | Gedenkstein | Theresienbadpark Standort                            | Findling mit Steintafel (1893) |                                  |
| ja    | Datei hochladen | August Fürst 1892 - 1974 Bezirksvorsteher von Meidling 1945 - 1959 Er war massgebend an der Beseitigung der katastrophalen Folgen des 2. Weltkrieges im Bezirk beteiligt. | August Fürst - Gedenktafel ID: 96295 Wien Kulturgut: 96295                              | Gedenktafel | Theresienbadgasse 9 Standort                         | Stein (Marmor) |                                  |
| ja    | Datei hochladen | An dieser Adresse wurde am 12. Juni 1933 der jüdische Juwelier Norbert Futterweit Opfer eines nationalsozialistischen Bombenattentats Gewidmet vom Meidlinger Kulturkreis 2008 | Norbert Futterweit - Gedenktafel ID: 96296 viennatouristguide Wien Kulturgut: 96296     | Gedenktafel | Meidlinger Hauptstraße 19 Standort                   | Stein (Sandstein) (2008) |                                  |
| ja    | Datei hochladen | In diesem Hause wohnte der Böhmerwalddichter Josef Gangl von 1905 bis 1909 und schuf hier seine Hauptwerke | Josef Gangl - Gedenktafel ID: 96302 viennatouristguide                                  | Gedenktafel | Schönbrunnerstraße 268 Standort                      | Stein (Marmor) (1948) |                                  |
| ja    | Datei hochladen | Leopoldine Glöckel Gemeinderätin und Landtagsabgeordnete sowie Leiterin der Frauenorganisation der sozialdemokratischen Partei Österreichs 1871-1937 | Leopoldine Glöckel - Gedenktafel                                                        | Gedenktafel | Steinbauergasse 1-7                                  | | Standort: Leopoldine-Glöckel-Hof |
| ja BW | Datei hochladen | In diesem Hause lebte und starb Otto Glöckel 1874-1935 Er war der bedeutendste österreichische Schulreformer des 20. Jahrhunderts Verein Wiener Schulmuseum | Otto Glöckel - Gedenktafel ID: 96290 viennatouristguide Wien Kulturgut: 96290           | Gedenktafel | Gaudenzdorfer Gürtel 47 Standort                     | Stein (1995) |                                  |
| ja    | Datei hochladen | In diesem Haus wohnte von 1954 bis 1993 Louis Haefliger dem zehntausende Insassen des Konzentrationslagers Mauthausen ihr Leben verdankten. Ehre seinem Andenken | Louis Haefliger - Gedenktafel ID: 96304 viennatouristguide Wien Kulturgut: 96304        | Gedenktafel | Vierthalergasse 11-17 / Rauchgasse 15-17 Standort    | Stein (2000) |                                  |
| ja    | Datei hochladen | Zum Andenken an den grossen österreichischen Tondichter Joseph Haydn [ 1732 – 1809 ] | Joseph Haydn - Gedenktafel                                                              | Gedenktafel | Arndtstraße 1                                        | | Standort: Haydnhof               |
| ja BW | Datei hochladen | An dieser Stelle be- fand sich das Grab des in Wien am 31. Mai 1809 verstorbenen öster- reichischen Komponisten Joseph Haydn Am 6. November 1820 wurden die Gebeine Haydns nach Eisenstadt über- führt und am folgenden Tag in der dortigen Bergkirche beigesetzt | Joseph Haydn - Gedenktafel                                                              | Gedenktafel | Standort                                             | | Standort: Haydnpark              |
| ja    | Datei hochladen | Der Meidlinger Heimatforscher Schulrat Karl Hilscher starb in diesem Hause am 25. Mai 1936. Verein zur Erhaltung und Förderung des Meidlinger Heimatmuseums | Karl Hilscher - Gedenktafel ID: 96305 viennatouristguide                                | Gedenktafel | Zenogasse 5 Standort                                 | Karl Perl, Stein (Marmor), Metall (Bronze) (1937) |                                  |
| ja    | Datei hochladen | Hier stand das Haus, in dem der große Landschaftsmaler Prof. Anton Hlavaček am 7. Mai 1842 als Sohn armer Weberleute geboren wurde. Verein Meidlinger Heimatmuseum Ing. Franz Aufhauser Wien XII. Hervicusg.3-7 | Anton Hlavaček - Gedenktafel viennatouristguide                                         | Gedenktafel | Aichhorngasse 8 Standort                             | Franz Aufhauser |                                  |
| ja    | Datei hochladen | beneVoLentIa praeCLarI D. IoannIs b.hoffMann annaeqVe stIberger pIae eIVs VXorIus ereCta | Johann Baptist Hoffmann - Gedenktafel                                                   | Gedenktafel | Standort                                             | (MDCCLLXVVVVIIIIIIII = 1838) |                                  |
| ja    | Datei hochladen | DER MEIDLINGER MUNDARTDICHTER Anton Krutisch Lebte und wirkte in diesem Hause vom Jahre 1921 bis zu seinem Tode am 19.9.1978 DER MEIDLINGER KULTURKREIS | Anton Krutisch - Gedenktafel viennatouristguide                                         | Gedenktafel | Niederhofstraße 22 Standort                          | |                                  |
| ja    | Datei hochladen | Karl Liebknecht 1871 – 1919 Sohn des führenden Deutschen Sozialdemokraten Wilhelm Liebknecht wurde wegen seines Kampfes gegen Krieg und Militarismus von rechtsradikalen Offizieren ermordet. | Karl Liebknecht - Gedenktafel                                                           | Gedenktafel | Koordinaten fehlen! Hilf mit.                        | | Standort: Liebknechthof          |
| ja    | Datei hochladen | In diesem Hause schuf der Dichter u. Sänger Carl Lorens den Großteil seiner volkstüml. Lieder. Zentralstelle für Heimatforschung in Wien 12. | Carl Lorens - Gedenktafel ID: 96300 viennatouristguide Wien Kulturgut: 96300            | Gedenktafel | Schönbrunnerstraße 184 / Kobingergasse 3 Standort    | Franz Aufhauser, Stein (Naturstein) (1928) |                                  |
| ja    | Datei hochladen | Karl Lorens (1851-1909) Dichter und Komponist vieler berühmter Wienerlieder | Karl Lorens - Gedenktafel                                                               | Gedenktafel | Längenfeldgasse 16                                   | |                                  |
| ja    | Datei hochladen | In diesem Hause wurde am 15. August 1888 der Klavierhumorist Hermann Leopoldi geboren Gewidmet vom Museumsverein Meidling im Jahr 1999 | Hermann Leopoldi - Gedenktafel ID: 96301 viennatouristguide                             | Gedenktafel | Schönbrunnerstraße 219 Standort                      | Stein (Granit) (1999) |                                  |
| ja    | Datei hochladen | Hans Mandl Amtsführender Stadtrat für Kultur und Volksbildung 1949 – 1965 Vizebürgermeister der Stadt Wien 1959 – 1964 | Hans Mandl - Gedenktafel                                                                | Gedenktafel | Längenfeldgasse 13-15                                | |                                  |
| ja    | Datei hochladen | In diesem Hause starb am 6. Oktober 1908 DER WIENER DICHTER UND SCHRIFTSTELLER OSKAR PACH | Oskar Pach - Gedenktafel                                                                | Gedenktafel | Frauenheimgasse 3 Standort                           | |                                  |
| ja    | Datei hochladen | Edmund Reismann Gemeinderat und Landtagsabgeordneter 1881 - 1942 | Edmund Reismann - Gedenktafel ID: 96294 Wien Kulturgut: 96294                           | Gedenktafel | Längenfeldgasse 31-33 Standort                       | Stein (Marmor) | Standort: Reismannhof            |
| ja    | Datei hochladen | Johann Resch 1890 – 1960 Bürger der Stadt Wien Ab 1920 engster Mitarbeiter das damaligen Wiener Finanzstadtrates Hugo Breitner Ab 1927 Reorganisator der Wiener Verkehrsbetriebe 1946 Generaldirektor 1947 – 1957 Stadtrat für Finanzen Er hatte damit entscheidenden Anteil am Wiederaufbau Wiens und an der Beseitigung der katastrophalen Folgen des 2. Weltkriegs. | Johann Resch - Gedenktafel                                                              | Gedenktafel | Münchenstraße 31-35 Standort                         | |                                  |
| ja    | Datei hochladen | Der Dichter und Schriftsteller Friedrich Sacher lebte und wirkte in diesem Hause vom Jahre 1934 bis zu seinem Tode am 22. November 1982 Die Josef Weinheber Gesellschaft | Friedrich Sacher - Gedenktafel ID: 96298 viennatouristguide Wien Kulturgut: 96298       | Gedenktafel | Ruckergasse 20 Standort                              | Stein (Granit) (1983) |                                  |
| ja    | Datei hochladen | In diesem Hause wohnte von 1974 bis zu seinem Tode 2011 der Schauspieler, Kabarettist Autor und Maler Herwig Seeböck Verfasser der „Häfenelegie“ „A Gschdö um de Söö is da Mensch da Dialegd is sei Haut und de Hochschbrooch is nua a Wesdn“ Gewidmet vom Meidlinger Kulturkreis | Herwig Seeböck - Gedenktafel ID: 96303 viennatouristguide                               | Gedenktafel | Schönbrunnerstraße 271 Standort                      | Stein (Granit) (2012) |                                  |
| ja    | Datei hochladen | Ing. Leopold Simony (1859-1929) Architekt, Professor an der Technischen Hoch- schule in Wien | Leopold Simony - Gedenktafel ID: 96288                                                  | Gedenktafel | Erlgasse 47 (Ecke zur Koppreitergasse 8-10) Standort | Stein (Granit) | Standort: Simony-Hof             |
| ja    | Datei hochladen | In diesem Haus wohnte im Jänner 1913 J. W. Stalin Hier schreib er das bedeutende Werk ‚Marxismus und nationale Frage‘ | Josef W. Stalin - Gedenktafel ID: 96299 viennatouristguide Wien Kulturgut: 97184, 96299 | Gedenktafel | Schönbrunner Schloßstraße 30 Standort                | Stein, Metall (Marmor, Bronze) Die Enthüllung der Gedenktafel erfolgte durch Bürgermeister Theodor Körner anlässlich Stalins 70. Geburtstag 1949. Sie erinnert an den einzigen Aufenthalt des späteren sowjetischen Diktators in Wien. 2012 wurde eine Zusatztafel "Stalin in Wien" angebracht. (1949) |                                  |
| ja    | Datei hochladen | Im Gedenken an die Opfer des Stalinismus Diese Gedenktafel wurde 1949 von Bürgermeister Theodor Körner anlässlich des 70. Geburtstages von Josef Stalin (1879-1953) enthüllt. Sie sollte an den einzigen Aufenthalt des späteren sowjetischen Diktators in Wien erinnern. Heute soll diese Gedenktafel Mahnung und Erinnerung sein an Millionen ermordeter und leidender Menschen der Sowjetunion, aber auch an Hunderte von österreichischen Opfern des Stalinismus: das waren 1933/34 nach Aus- schaltung des demokratischen Parlaments und Etablierung des Ständestaates politische Flüchtlinge und an März 1938 vor allem jüdische Verfolgte, die dem Nazi-Terror entkommen wollten. | Stalin in Wien - Gedenktafel ID: 97184 viennatouristguide                               | Gedenktafel | Schönbrunner Schloßstraße 30 Standort                | |                                  |
| ja    | Datei hochladen | Gerhard Steinacher geboren am 21. Sept. 1920 - ermordet am 30. März 1940 Im Alter von 19 Jahren wurde Gerhard durch das NS-Regime zum Tode verurteilt und wegen Wehrdienstverweigerung in Berlin enthauptet. Bis zu seiner Verhaftung wohnte er mit seiner Familie in diesem Wohnblock. In seiner letzten Nacht schrieb er an die Eltern schießen kann ich nicht Als Zeuge Jehovas gehorchte er dem Gebot Gottes: Du sollst nicht töten Ein Held des Friedens - vergessen Sie ihn nicht Verein LILA WINKEL | Gerhard Steinacher - Gedenktafel                                                        | Gedenktafel | Längenfeldgasse 68 Standort                          | |                                  |
| ja    | Datei hochladen | In diesem Hause starb am 6. Jänner 1933 der akademische Maler Constantin Stoitzner, Begründer der Künstlervereinigung „Heimatkunst.“ Zentralausschuß für Heimatforschung, Wien, 12. | Constantin Stoitzner - Gedenktafel ID: 96293 viennatouristguide                         | Gedenktafel | Längenfeldgasse 4 Standort                           | Stein (Marmor) (1936) |                                  |
| ja    | Datei hochladen | In diesem Hause wurde der WIENER VOLKSSCHRIFTSTELLER FRITZ STÜBER-GUNTHER am 22. März 1872 geboren | Fritz Stüber-Gunther - Gedenktafel viennatouristguide                                   | Gedenktafel | Arndtstraße 82 Standort                              | |                                  |
| ja    | Datei hochladen | In diesem Haus wohnte von 1964 bis 1983 Prof. Robert Vogel * 1909 † 2001 Pionier des österreichischen Blindenwesens genannt "Vater der Blinden" Gewidmet vom Museumsverein Meidling und der Hilfsgemeinschaft der Blinden und Sehschwachen Österreichs 2003 | Robert Vogel - Gedenktafel viennatouristguide                                           | Gedenktafel | Strohberggasse 1 Standort                            | |                                  |
| ja    | Datei hochladen | In diesem Hause wohnte Hugo Wolf im Sommer 1876 | Hugo Wolf - Gedenktafel ID: 96292 viennatouristguide Wien Kulturgut: 96292              | Gedenktafel | Hetzendorferstraße 90 Standort                       | Stein (Marmor) (Herbst 1942) |                                  |
| ja    | Datei hochladen | In dieser Schule waren 1944-1945 etwa 500 ungarische Juden, darunter auch Kinder, interniert. Viele von ihnen starben an den erlittenen Entbehrungen und Miss- handlungen durch die die Nationalsozialisten. Gewidmet von der BVin des 12. Bezirkes Gabriele Votava, 2006 | NS-Opfer Internierungslager Bischoffgasse - Gedenktafel ID: 96289 viennatouristguide    | Gedenktafel | Bischoffgasse 10 Standort                            | Stein (Marmor) (2006) | Standort: Schule der Stadt Wien  |
| ja    | Datei hochladen | 30.11.1930 Grundstein | Grundsteinlegung Jägerhaussiedlung - Gedenktafel ID: 97185                              | Gedenkstein | Jägerhausgasse / Altmannsdorfer Anger Standort       | Stein (1930) |                                  |
| ja    | Datei hochladen | St. Stephens House. Zur Erinnerung an die Arbeit des Notstandshilfe-Komites der Gesellschaft der Freunde für Oesterreicher in England während des Krieges 1914–1918 | St. Stephens House - Gedenktafel                                                        | Gedenktafel | Sonnergasse / Oswaldgasse 62 Standort                | |                                  |
| ja    | Datei hochladen | Am Wienerberg Dieser Wohnhausbau führt seine Benennung nach dem Wienerberg dessen Name bis in das 13. Jahrhundert zurückreicht und dem im Südwesten des 10. Bezirkes verlaufenden Höhenzug bezeichnet. | Siedlung Am Wienerberg - Gedenktafel ID: 96297                                          | Gedenktafel | Pirkebnerstraße 2-4 Standort                         | Stein (Marmor) |                                  |

## Ehemalige Gedenktafeln und Gedenksteine
| Foto |                 | Inschrift | Name                                                        | Typ         | Standort                         | Beschreibung           | Metadaten |
| ---- | --------------- | --- | ----------------------------------------------------------- | ----------- | -------------------------------- | ---------------------- | --------- |
| ja   | Datei hochladen | In diesem Haus wirkten EGON SCHIELE von 1910 bis 1911 sowie der Tierdarsteller LUDWIG W. JUNGNICKEL bis 1940               | Ludwig Heinrich Jungnickel - Gedenktafel viennatouristguide | Gedenktafel | Grünbergstraße 31 Standort       | Gedenktafel abmontiert |           |
| ja   | Datei hochladen | In diesem Hause starb der Tondichter Professor Edmund Reim am 28. Febr. 1928 Zentralausschuß für Heimatforschung Wien XII. | Edmund Reim - Gedenktafel viennatouristguide                | Gedenktafel | Schönbrunner Straße 230 Standort | Haus abgerissen        |           |
| ja   | Datei hochladen | In diesem Haus wirkten EGON SCHIELE von 1910 bis 1911 sowie der Tierdarsteller LUDWIG W. JUNGNICKEL bis 1940               | Egon Schiele - Gedenktafel viennatouristguide               | Gedenktafel | Grünbergstraße 31 Standort       | Gedenktafel abmontiert |           |